# Сеново (Кршко)
Сеново (словен. Senovo) — поселення в общині Кршко, Споднєпосавський регіон, Словенія. Висота над рівнем моря: 240,5 м.